# Петрозаводська єпархія
Єпархія Петрозаводська та Карельська Російської Православної Церкви — єпархія Російської православної церкви з центром у Петрозаводську.

## Історія
Православ'я прийшло на Карельську землю в 1227 році. Ймовірно, що і до цього серед карелів уже були православні, так як до цього часу карели і новгородці були пов'язані довгими роками спільної торгівлі і боротьби проти спільних зовнішніх ворогів. Однак московський літописець саме 1227 року зробив запис: «… того ж літа князь Ярослав Всеволодович, надіслав хрести безлічі карелів, ледве не всім людям». У ті часи на карельські землі часто нападали сусіди з племені ям. Розширювала свої володіння і молода Шведська держава. Все частіше траплялися вторгнення шведських загонів у карельські землі. І щоб виправдати свої походи, шведи часто вдавалися до підтримки католицької церкви. Протиріччя православної і католицької церков стали приводом для шведської агресії.
У 1589 році була заснована Карельська єпископія. Єпископом Карельським був призначений Сильвестр, його кафедра перебувала в місті Корела.
З 1708 по 1764 рік існувала Карельська і Ладозька єпархія, вікарна від Новгородської митрополії.
У 1764 році в складі Новгородської єпархії була утворена вікарна Олонецька єпархія. Правлячі архієреї іменувалися вікаріями Олонецькими і Каргопольськими (кафедра перебувала в Олександро-Свірському Свято-Троїцькому монастирі). Вікаріатству підпорядковувалися парафії Олонецького, Каргопольського, Устюженського повітів, Ясенецького і Красновського приказів.
Після утворення в 1784 році Олонецького намісництва з центром у Петрозаводську і установи Олонецького і Архангельського генерал-губернаторства наказом Катерини II від 15 травня 1787 р. Олонецька єпархія була з'єднана з Архангельською в єдину Архангельську і Олонецьку з центром у Архангельську.
5 жовтня 1798 році указом імператора Павла I, після ліквідації Олонецької губернії, парафії Петрозаводського, Олонецького, Каргопольського, Вітегорського, Пудозького повітів перейшли до складу Новгородської єпархії (це відбилося в найменуванні її правлячого архієрея, який в 1799—1800 і 1818 рр., коли не керував одночасно і Санкт-Петербурзькою єпархії, мав назву «Новгородський і Олонецький»). Вони перебували у віданні вікарного єпископа Староруського, кафедра якого була в Хутинському монастирі. У 1801 р. Олонецька губернія була відновлена, зі включенням до її складу Повенецького повіту.
22 травня 1828 року було утворено окрему Олонецьку єпархію з кафедрою єпископа в Петрозаводську, першим єпископом став Ігнатій Семенов. Діяв також колегіальний орган управління при єпископі — Олонецька духовна консисторія.
Кафедра Олонецького і Петрозаводського єпископа спочатку перебувала в Соборі в ім'я святих першоверховних апостолів Петра і Павла, а в 1872 році була перенесена в новозбудований Собор в ім'я Зішестя Святого Духа. У 1929 році кафедральний собор був закритий.
З 1829 до 1918 року єпархія мала свій середній навчальний духовний заклад — Олонецьку духовну семінарію, що випускала священнослужителів для краю.
Для навчання дочок духовенства в 1858 році при Каргопольського Успенському монастирі з ініціативи архієпископа Олонецкого і Петрозаводского Аркадія відкрилося Олонецке єпархіальне жіноче училище.
З 1898 по 1918 рік видавалася єпархіальна газета «Олонецькі єпархіальні відомості». У 1892 р. було засноване єпархіальне духовно-просвітницьке Олександро-Свірське братство.
На 1904 рік в єпархії був 251 православний і едіновірський прихід.
У доповіді на ім'я Патріарха Тихона зазначалося: "Церковне життя в Олонецькій єпархії йшло порівняно спокійно до березня 1922 р. Вилучення церковних цінностей, як і в інших місцях, сколихнуло її і спричинило за собою всі ті ж явища, які відбулися майже однаково по всій Росії: смута серед духовенства, визнання ВЦУ частиною єпархії, терор групи «заправників» над іншими, арешти, висилки і ін. При організації обновленства, духовенство трьох з чотирьох парафій Петрозаводська підтримало обновленський розкол. Прихильники патріаршої орієнтації на чолі з єпископом Юхимом Лапіним перейшли до Олександро-Невської Заводської церкви. Наприкінці 1922 року єпископ Юхим був безпідставно заарештований, а навесні 1923 року адміністративно висланий до Сибіру. Однак майже 5 років він зберігав титул «єпископ Олонецький»; в ці роки єпархія мала т. зв. тимчасовокеруючих єпископів. З 1924 року Воскресенський і Святодухівський собори знову стали патріаршими (в 1922–1924 роках у Святодухівському соборі проводили служби обновленці, що пізніше утримали лише цвинтарні церкви — Хрестовоздвиженську і Катерининську).
У 1920-х — 1930-х рр. нарівні з Олонецькою єпархією існувала обновленська Карельська єпархія зі своїм єпископом. Храми Карелії часто переходили з-під контролю прихильників патріаршої орієнтації під контроль обновленців, і назад.
У 1929 році кордони єпархії приведені у відповідність до меж Карелії: до її складу з Архангельської єпархії були передані парафії Біломорської Карелії, а парафії, які опинилися поза межами Карелії, відійшли до інших єпархій.
Після того, як згоріли Петропавлівський і Воскресенський собори, були закриті Олександро-Невська церква і Святодухівський собор, прихильники Московської патріархії в Петрозаводську втратили всі храми. У 1929 році НКВС на прохання парафіяльної ради Святодухівського собору передало Катерининську церкву від обновленців патріаршій громаді. В цю церкву була переведена кафедра єпископа і перебувала в ній до кінця 1930-х років. В ході Великого терору 1937—1938 років було репресовано як обновленське духовенство Хрестовоздвиженського собору, так і прихильники патріаршества, що служили в Катерининській церкві.
Місцева влада продовжувала оформлювати закриття храмів «у зв'язку з відсутністю служителів культу» ще в липні 1941 р., в умовах Другої світової війни. На території Карелії, зайнятій німецькими військами, відродження релігійного життя в 1941—1944 рр. очолили православні (військові) священики Фінської Автономної Церкви Константинопольського Патріархату, які в 1944 р. пішли разом з армією вглиб Фінляндії. Серед цих священиків були молоді ієромонахи, росіяни за національністю — Павло Олмар Гусєв, згодом архієпископ Карельський і всієї Фінляндії, глава Фінляндської православної церкви, і Марк Шавикін, згодом перейшов до РПЦ і став єпископом Ладозьким, вікарієм Ленінградської єпархії.
У Петрозаводську, знову окупованому Червоною армією, виявився єдиний російський священик, який став служити «з дозволу голови міськради». Номінально Олонецька єпархія 28 серпня 1944 р. була передана у тимчасове управління архієпископу Псковському і Порховському Григорію Чуков<u>у</u>.
У 1947–1949 рр. в Олонецькій єпархії знову були власні єпископи, причому хоч назва єпархії була збережена як Олонецька, титул єпископів у 1947 році був змінений на «Петрозаводський і Олонецький» (а не навпаки, як раніше). Але в цей період у єпархії не вдалося відкрити навіть 10 храмів. У 1949 р. управління єпархією було знову доручене митрополиту Ленінградському. У період з 1962 по 1986 рр. Олонецька єпархія налічувала всього 4 приходи.
19 липня 1990 р. єпархія знову отримала самостійний статус.
14 серпня 1990 року Патріарх Московський і всієї Русі Алексій II хіротонізував настоятеля Хрестовоздвиженського собору архімандрита Мануїла в єпископа Петрозаводського і Олонецького.
У 1991 році єпархія офіційно була перейменована з Олонецької в Петрозаводську, а з 17 липня 1996 року правлячий архієрей носить титул «Петрозаводський і Карельський».
Рішенням Священного Синоду Російської православної церкви від 29 травня 2013 року зі складу єпархії була виділена Костомукська і Кемська єпархія і утворена Карельська митрополія, що включає в себе Петрозаводську і Костомукську єпархії.

## Єпископи
Карельська єпископія (кафедра в місті Корела)
- Сильвестр (1598—1612)
- Павло (1613—1616)

Олонецькі і Каргопольські (кафедра в Троїцькому Олександро-Свірському монастирі)
- Іоанн Нікітін (15 липня 1764 — 9 червня 1767)
- Антоній Феофанов) (12 серпня 1767 — 7 червня 1774)
- Веніамін Румовський-Краснопевков (13 липня 1774 — 1 квітня 1775)
- Іоанникій Мікрицький (1775—1782)
- Віктор Онисимов (1782—1783
- Амвросій Серебряников (1783—1786)

Олонецька і Архангельська єпархія (керувалася з Архангельська)
- Веніамін Румовський-Краснопевков (1787—1798)

Олонецька і Петрозаводська єпархія
- Ігнатій Семенов (22 травня 1828 — 17 жовтень 1842)
- Венедикт Григорович (14 листопада 1842 — 7 грудня 1850)
- Дамаскін Россов (19 грудня 1850 — 7 лютого 1851) в єпархію не приїжджав
- Аркадій Федоров (29 березня 1851 — 7 липня 1869)
- Іонафан Руднєв (29 серпня 1869 — 28 лютий 1877)
- Паладій П'янков (28 лютого 1869 — 7 січня 1882)
- Павло Доброхотов (23 січня 1882 — 21 жовтень 1897)
- Назарій Кирилов) (21 жовтня 1897 — 20 січень 1901)
- Анастасій Опоцький) (20 січня 1901 — 7 грудня 1905)
- Мисаїл Крилов (24 грудня 1905 — 21 листопада 1908)
- Никанор Надєждін (28 листопада 1908 — 6 листопада 1916)
- Іоанникій Дьячков (30 листопада 1916—1919)
- Веніамін Казанський (1919)
- Євген Мерцалов (17 листопада 1919 — 7 травня 1920)
- Євтимій Лапін (червень 1920 — кінець 1927)
- Венедикт Плотніков (1924—1925) єп. Кронштадтський
- Григорій Лебедєв (1926)
- Гавриїл Воєводін (1926—1927)
- Василь Дохторов (1927—1928) в / в, єп. Витегорський
- Сергій Гришин (16 квітня — 18 травня 1928)
- Артемій Іллінський (19 травня 1928 — 3 квітня 1930)
- Феодор Яковцевський) (4 квітня 1930 — 30 листопада 1935)
- Борис Шипулін (січень (?) — 26 лютий 1936) в управління не вступав
- Паладій Шерстенников (31 березня 1936—1936)

Петрозаводська і Олонецька єпархія
- Григорій Чуков (28 серпня 1944 — 29 червень 1947) в / в, архієп. Псковський, з 7 вересня 1945 — митр. Ленінградський
- Нектарій Григор'єв (29 червня 1947 — 3 червня 1948)
- Венедикт Пляскін (3 липня 1948 — 4 березня 1949)
  - у 1949—1990 роках єпархія перебувала в управлінні митрополитів Ленінградських
- Мануїл Павлов) (14 серпня 1990 — 17 липень 1996)

Петрозаводська і Карельська єпархія
- Мануїл (Павлов) (17 липня 1996 — 29 травня 2013)

Петрозаводська єпархія в складі Карельської митрополії
- Мануїл Павлов) (29 травня 2013 — 7 березня 2015)
- Лев Церпицький (7 березня 2015 — 5 травня 2015) в / в, митр. Новгородський
- Костянтин Горянов (з 5 травня 2015)

## Вікаріатства
- Витегорське (недійсне)
- Каргопольське (недійсне)

## Сучасний стан

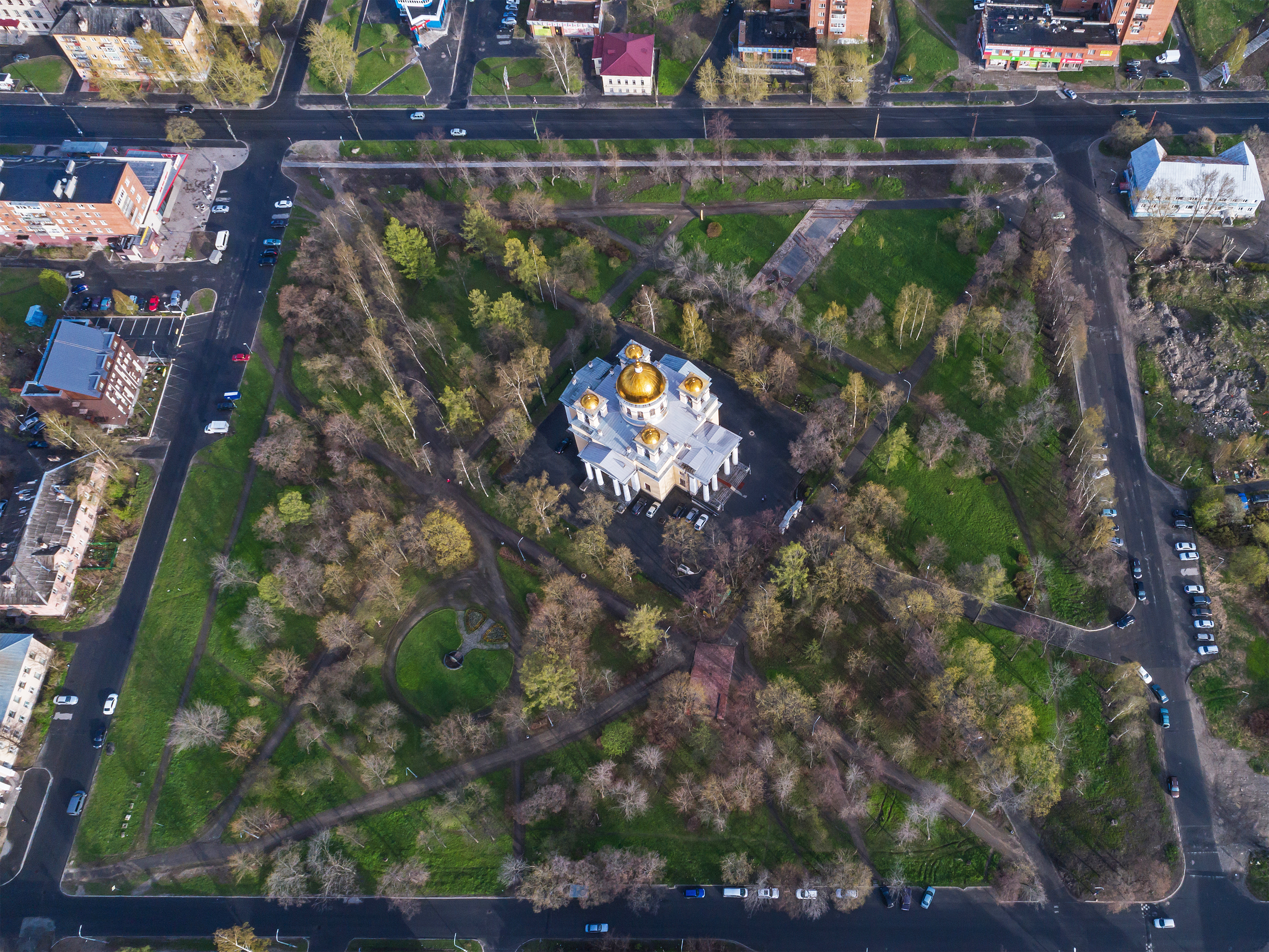
Олександро-Невський кафедральний собор Петрозаводська і сквер

Кафедральний собор єпархії — Олександро-Невський собор (з 2000 року); раніше — Хрестовоздвиженський собор.
Парафій — 78; 7 монастирів, 90 храмів, 155 каплиць. Кількість священнослужителів — 100; 6 благочинь.

### Благочиння єпархії
- Центральний округ, м. Петрозаводськ, Прионезький район, Пряжинський район, Кондопозький район;
- Олонецький округ, м. Олонець і Олонецький район;
- Приладозький округ, м. Сортавала, Піткяранський район, Лахденпохський район, Суоярвський район.
- Заонезький округ, Пудозький район, Медвеж'єгорський район.

### Храми єпархії
- Місто Петрозаводськ
  - Кафедральний собор в ім'я святого благовірного князя Олександра Невського
  - Хрестовоздвиженський собор
  - Храм в ім'я святого великомученика Димитрія Солунського
  - Храм в ім'я святого великомученика Пантелеймона
  - Храм в ім'я ікони Богородиці Казанської
  - Церква в ім'я святої великомучениці Катерини
  - Церква в ім'я Стрітення Господнього
  - Храм в ім'я Іоанна Богослова
  - Храм в ім'я святого преподобного Іони Яшезерського (на території федеральної казенного установи «Виправна колонія № 9 УФСІН Росії по Республіці Карелія», мікрорайон Птахофабрика)
  - Храм в ім'я Святого і Животворящого Духа

- Кондопозький район
  - Собор в ім'я Успіння Богородиці міста Кондопога
  - Стрітенський храм міста Кондопога
  - Храм в ім'я Пресвятої Трійці села Кончезеро
  - Храм в ім'я апостола Петра селища Марциальні Води
  - Храм в ім'я ікони Пресвятої Богородиці «Живоносне Джерело» селища Марциальні Води
  - Храм в ім'я святого великомученика Пантелеймона сел. Гірвас
  - Храм в ім'я святих мучениць Віри, Надії, Любові та матері їх Софії с. Янішполе

- Лахденпохський район
  - Храм в ім'я пророка Іллі міста Лахденпохья
  - Храм в ім'я Різдва Богородиці селища Куркіёкі
  - Храм в ім'я святого преподобного Серафима Саровського селища Хійтола

- Медвеж'єгорський район
  - Храм в ім'я пророка Іллі міста Медвеж'єгорськ
  - Храм в ім'я ікони Пресвятої Богородиці «Всіх скорботних Радість» (на території федерального казенного лікувально-профілактичного закладу «Республіканська лікарня № 2 Управління Федеральної служби виконання покарань по Республіці Карелія»), місто Медвеж'єгорськ
  - Храм в ім'я святителя і чудотворця Миколая села Повенець
  - Храм в ім'я святого великомученика Георгія Побідоносця села Толвуя
  - Храм в ім'я Різдва Богородиці села Лумбуші
  - Храм в ім'я пророка Іллі села Велика Губа

- Олонецький район
  - Собор в ім'я ікони Богородиці «Смоленська» міста Олонець
  - Храм в ім'я Успіння Пресвятої Богородиці міста Олонець
  - Храм в ім'я Різдва Христового села Коткозеро
  - Храм в ім'я Спаса Нерукотворного образу села Еройла
  - Храм в ім'я святого великомученика Георгія Побідоносця села Відліца
  - Храм в ім'я священномученика Флора і Лавра села Мегрега

- Піткярантський район
  - Храм в ім'я Вознесіння Господнього міста Піткяранта

- Прионезький район
  - Спасо-Різдвяний храм села Шелтозеро
  - Храм в ім'я Різдва Іоанна Предтечі селища Шуя
  - Храм в ім'я святого преподобного Серафима Саровського селища Меліоративний
  - Храм в ім'я святого преподобного Іони Яшезерського селища Кварцитний
  - Храм в ім'я святителя і чудотворця Миколая селища Ладва
  - Храм в ім'я святого преподобного Серафима Саровського села Машезеро
  - Храм в ім'я святих Царствених новомучеників села Нова Вілга

- Пряжинський район
  - Храм в ім'я Покрова Богородиці селища Пряжа
  - Храм в ім'я святителя і чудотворця Миколая селища Ессойла
  - Храм в ім'я пророка Іллі селища Ведлозеро

- Пудозький район
  - Храм в ім'я святого преподобного Серафима Саровського міста Пудож
  - Храм в ім'я святого благовірного князя Олександра Невського міста Пудож
  - Храм в ім'я святого преподобного Діодора Юрьегорського села Куганаволок
  - Храм в ім'я Введення в храм Пресвятої Богородиці селища Подпорож'є
  - Храм в ім'я Різдва Богородиці села Колодозеро

- Сортавальський район
  - Нікольський храм міста Сортавала
  - Храм в ім'я святого благовірного князя Олександра Невського селища Вяртсиля

- Суоярвський район
  - Храм в ім'я Різдва Христового міста Суоярві
  - Храм в ім'я святителя і чудотворця Миколая селища Суйстамо

### Монастирі

#### Діючі
- Благовіщенський Іоно-Яшезерскій чоловічий монастир (село Яшезеро)
- Важеозерський Спасо-Преображенський чоловічий монастир (селище Інтерпосьолок)
- Водлозерскій Свято-Іллінська пустель (чоловічий; на території Водлозерського національного парку)
- Муромський Успенський монастир (чоловічий; село Гакугса)
- Корнілов-Палеостровський Різдвяний чоловічий монастир (село Толвуя)
- Нікольський Адріано-Ондрусовський монастир (чоловічий; Олонецький район)[10]
- Сяндемська Успенська пустинь (село Сяндеба, Олонецький район)[11]
- Клименецький Свято-Троїцький монастир. Медвеж'єгорський район, острів Великий Клименецький[12]

#### Закриті та скасовані
- Брусенський Нікольський монастир
- Габановська пустинь
- Іллінська Машезерська пустинь
- Іллінський жіночий монастир в Шуньзі
- Керетський Варлааміїв монастир
- Ладвінський Боголюбський Кірікко-Іулітінський монастир (село Ладва, Прионезький район)
- Муезерський Троїцький монастир
- Нігозерська пустинь
- Олонецький Різдвяний монастир
- Рогозерська пустинь
- Різдвяний монастир на Коловеострові
- Солом'янський Петропавлівський монастир (Петрозаводськ)
- Спасо-Преображенська Вишеостровська пустинь
- Сунська Віданска пустинь[13]
- Челмузький монастир
- Шальський Спаський монастир
- Шуйська Миколаївська пустинь[14]